# Iris Collins
Iris Collins, född 1915, död 2001, var en jamaicansk politiker.
Hon blev 1944 sitt lands första kvinnliga parlamentariker. 